# 塔尔瑟奈
塔尔瑟奈（法語：Tarcenay，法語發音：[taʁsənɛ]）是法国杜省的一个旧市镇，位于该省西部，属于贝桑松区。2019年，塔尔瑟奈与市镇富什朗合并为新市镇塔尔瑟奈-富什朗，塔尔瑟奈为新市镇行政中心。

## 地理
塔尔瑟奈（47°9'22"N, 6°6'45"E）面积13.09 平方千米，位于法国勃艮第-弗朗什-孔泰大區杜省，该省份为法国东部内陆省份，北起上索恩省，西接汝拉省，东部及东南部与瑞士接壤，东北部与贝尔福地区省接壤。
与塔尔瑟奈接壤的市镇（或旧市镇、城区）包括：索恩、富什朗、勒格拉特里、马尔布朗、梅雷苏蒙特龙、塞-迈西耶尔、拉韦兹、维莱苏蒙特龙。
塔尔瑟奈的时区为UTC+01:00、UTC+02:00（夏令时）。

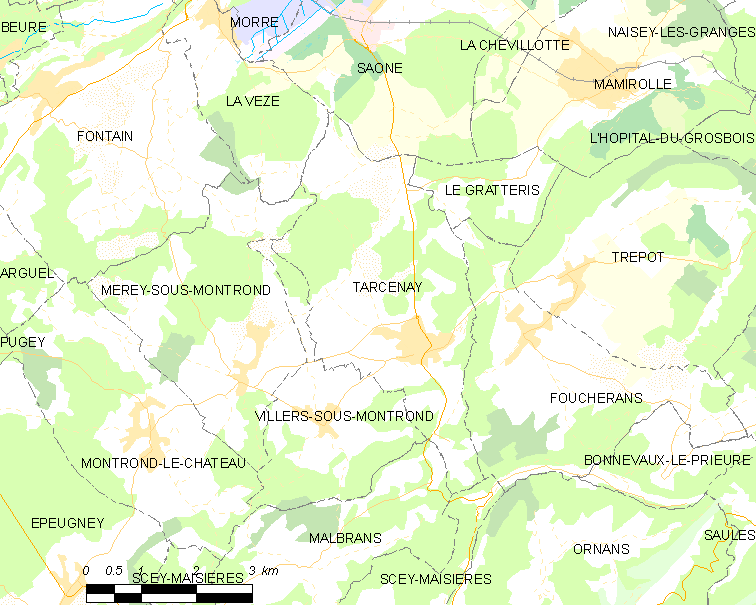
塔尔瑟奈的OSM定位图

## 行政
塔尔瑟奈的邮政编码为25620，INSEE市镇编码为25558。

## 政治
塔尔瑟奈所属的省级选区为奥尔南县。

## 交通
杜省省道D67线、D102线、D112线和D324线在境内交汇。

## 人口

1962-2008年间塔尔瑟奈人口变化图示

塔尔瑟奈于2015时的人口数量为1014人。